# 孫充
孫 充（そん じゅう）は、中国の三国時代・西晋の人物。呉の最後の皇帝孫晧の子。揚州呉郡富春県の人。

## 事績
史書上における孫充の事績は、西晋の時代に当たる永嘉4年（310年）2月、反乱を起こした銭璯より呉王として擁立されたが、まもなく銭璯により殺害されたことのみ伝わる。
『晋書』王濬伝には、孫皓が皇太子孫瑾ら21人を伴って西晋の王濬に降伏したこと、『三国志』孫皓伝には、孫皓の皇子の諸王は郎中に任じられたことが記述されており、孫充もこの中に含まれていたことは推察される。